# 西当別
西当別（にしとうべつ）は、北海道石狩郡当別町太美地区（当別町西部地区）を中心とした地域であり、札幌市のベッドタウンである。設備が整っており、当別町の中で最も新しく発展している地域である。

## 概要
- 人口 - 6006人（2017年7月1日現在）
- 西当別の北部には「スウェーデンヒルズ」という地区があり、スウェーデンの北欧型建築の家が立ち並ぶ住宅地となっている。南部で札幌市（北区）と隣接している。
- 札幌との行き来はJR北海道の札沼線を利用するか、石狩市を経由する必要があったが、1988年の札幌大橋開通により交通の利便性が向上したため、人口が急増して市街地が拡大した。

### 含まれる地区
| - 太美町 - 太美スターライト - 太美南 - ビトエ | - 当別太 - 獅子内 - スウェーデンヒルズ - 高岡 |

## 交通機関
- JR北海道 札沼線（学園都市線） ロイズタウン駅 - 太美駅
- 当別コミュニティバス

## 教育

### 公立
- 当別町立西当別中学校
- 当別町立西当別小学校

### 私立
- ふとみ保育所
- 星槎国際高等学校当別学習センター

### 学習塾
- ライトハウス進学教室
- 共学舎
- 公文式太美中央教室

## 公共

### 施設
- 西当別コミュニティーセンター
- 当別町青少年会館
- 札幌方面北警察署太美駐在所
- 太美町汚水処理センター
- 当別西部下水ポンプ場
- 当別消防団第二分団

### 公園
- あいあい公園
- 遊遊公園
- サンタ公園

### 道の駅
- 北欧の風 道の駅とうべつ

## 商業施設
| - 日本郵便（太美局） - ロイズコンフェクト - 農業協同組合（JA北いしかり西当別/JA検査場） - ホーマックニコット | - 読売新聞 - 北海道新聞 - ふとみ銘泉万葉の湯（万葉倶楽部） |

### コンビニエンスストア
- セブン-イレブン
- セイコーマート

### 飲食業
| - なかむらラーメン - ラーメン悟英 - 呑み喰い処太美飯場屋 - パントリー大地（閉店） | - 味処栄寿司 - ふとみカレー茶屋（閉店） - 食事&喫茶いずみ |

## 医療機関
| - ふと美接骨院（治療院） - ハート歯科（歯科） - 岩﨑治療院（治療院） - マーチ調剤薬局 | - 太美歯科クリニック（歯科） - 心友会当別ファミリークリニック - スウェーデン通り内科循環器科クリニック（内科･循環器科） - ふとみクリニック（整形外科） |

### 動物病院
スウェーデン通り愛犬診療室（犬･猫）

## 老人ホーム
- 老人ホーム 長寿園
- 愛里苑
- 公楽苑

## 宗教
- 専聖寺
- 西当別神社
- 松雲寺
- 孝勝寺別院
- 玉泉寺
- 天理教明美布教所
- 獅子内神社